# Lega dipartimentale di Ucayali
La lega dipartimentale di Ucayali è una delle 25 leghe dipartimentali della Copa Perú, che costituiscono la quinta divisione del campionato peruviano di calcio. È organizzata dalla FPF, la federazione calcistica peruviana.

## Storia
La Lega Dipartimentale di Ucayali è stata fondata nel 1980.

## Albo d'oro
| Anno | Campione                       | Città       |
| ---- | ------------------------------ | ----------- |
| 1980 | Ostolaza Castilla              | Pucallpa    |
| 1981 | Ostolaza Castilla              | Pucallpa    |
| 1982 | Dep. Hospital                  | Pucallpa    |
| 1983 | Dep. Cooptrip (*)              | Pucallpa    |
| 1984 | N/A                            |             |
| 1985 | N/A                            |             |
| 1986 | Dep. San Martín de Porres      | Pucallpa    |
| 1987 | Dep. Hospital                  | Pucallpa    |
| 1988 | Dep. Bancos                    | Pucallpa    |
| 1989 | Ostolaza Castilla              | Pucallpa    |
| 1990 | Cosmos                         | Aguaytía    |
| 1991 | Dep. Municipal de Calleria     | Pucallpa    |
| 1992 | N/A                            |             |
| 1993 | La Loretana                    | Pucallpa    |
| 1994 | Alianza Callao                 | Yarinacocha |
| 1995 | La Loretana                    | Pucallpa    |
| 1996 | Dep. San Martín de Porres      | Pucallpa    |
| 1997 | Dep. San Martín de Porres      | Pucallpa    |
| 1998 | Dep. San Martín de Porres      | Pucallpa    |
| 1999 | Atl. Callao                    | Yarinacocha |
| 2000 | San Juan                       | Pucallpa    |
| 2001 | Univ. Nac. de Ucayali (U.N.U.) | Pucallpa    |

| Anno | Campione                       | Città          |
| ---- | ------------------------------ | -------------- |
| 2002 | San Juan                       | Pucallpa       |
| 2003 | San Juan                       | Pucallpa       |
| 2004 | San Juan                       | Pucallpa       |
| 2005 | Dep. Hospital                  | Pucallpa       |
| 2006 | Sp. Loreto                     | Pucallpa       |
| 2007 | Univ. Nac. de Ucayali (U.N.U.) | Pucallpa       |
| 2008 | Tecnológico Campoverde         | Campoverde     |
| 2009 | Tecnológico Campoverde         | Campoverde     |
| 2010 | Dep. Hospital                  | Pucallpa       |
| 2011 | Defensor San Alejandro         | Irazola        |
| 2012 | Dep. Municipal de Purús        | Pto. Esperanza |
| 2013 | Sp. Loreto                     | Pucallpa       |
| 2014 | Sp. Loreto                     | Pucallpa       |
| 2015 | Dep. Municipal de Callería     | Pucallpa       |
| 2016 | Defensor Neshuya               | Neshuya        |
| 2017 | Comandante Alvariño            | Masisea        |
| 2018 | Colegio Comercio N° 64         | Pucallpa       |
| 2019 | Dep. Municipal de Aguaytía     | Aguaytía       |
| 2022 | Colegio Comercio N° 64         | Pucallpa       |
| 2023 | Inter Manantay                 | Manantay       |
| 2024 |                                |                |

(*) Dep. Cooptrip cambió de nombre a  Dep. Pucallpa

### Titoli per club
| Squadra                                  | Titoli |
| ---------------------------------------- | ------ |
| Dep. Hospital                            | 4      |
| Dep. San Martín de Porres                | 4      |
| San Juan                                 | 4      |
| Sp. Loreto                               | 3      |
| Ostolaza Castilla                        | 2      |
| Tecnológico Campoverde (Campoverde)      | 2      |
| La Loretana                              | 2      |
| Univ. Nac. de Ucayali (U.N.U.)           | 2      |
| Dep. Municipal de Callería               | 2      |
| Colegio Comercio N° 64                   | 2      |
| Dep. Pucallpa (*)                        | 1      |
| Dep. Bancos                              | 1      |
| Cosmos (Aguaytía)                        | 1      |
| Alianza Callao (Yarinacocha)             | 1      |
| Atl. Callao (Yarinacocha)                | 1      |
| Defensor San Alejandro (Irazola)         | 1      |
| Dep. Municipal de Purús (Pto. Esperanza) | 1      |
| Defensor Neshuya (Neshuya)               | 1      |
| Comandante Alvariño (Masisea)            | 1      |
| Dep. Municipal de Aguaytía               | 1      |
| Inter Manantay                           | 1      |